# ردع أدنى (استراتيجية)

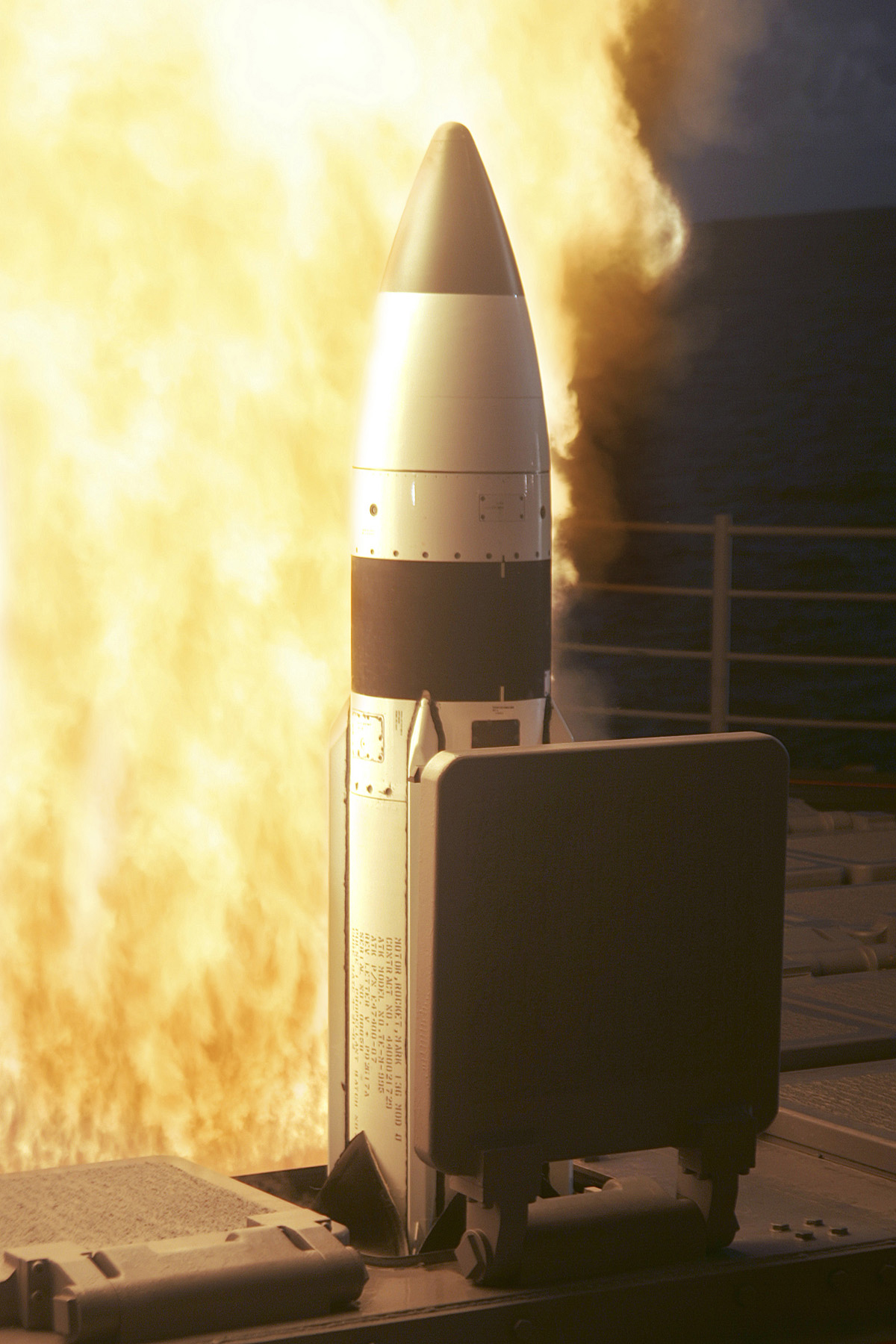
صاروخ ستاندارد ميسايل 3 لبحرية الولايات المتحدة المضاد للصواريخ الباليستية

ردع ادنى في الإستراتيجية النووية فإن الحد الأدنى من الردع هو تطبيق لنهج الردع التي لا تمتلك الدولة فيها أسلحة نووية أكثر مما هو ضروري لردع الخصم من الهجوم حيث ان الردع الأدنى هو عقيدة لا تستخدم لأول مرة حيث أن المهمة الوحيدة للأسلحة النووية هي ردع الخصم النووي من خلال جعل تكلفة الضربة الأولى عالية بشكل غير متوقع.
لتقديم ردع موثوق به يجب أن يكون هناك تأكيد بأن أي هجوم من شأنه أن يؤدي إلى انتقام هائل وبعبارة أخرى يتطلب الحد الأدنى من الردع رفض إستراتيجية القوة المضادة لصالح متابعة القوة القابلة للاحتلال والتي يمكن استخدامها في ضربة ثانية.
في حين أن كل من الولايات المتحدة وروسيا طورت قدرات قوتها الأولى والثانية القوية خلال الحرب الباردة وتابعتهم جمهورية الصين الشعبية حيث تنص عقيدة الصين إلى الحصول على ترسانة نووية كبيرة إلى درجة تكفي لتدمير «نقاط إستراتيجية» الخصم بطريقة تجعل التكاليف المتوقعة للضربة الأولى تفوق التوقعات المتوقعة.
يمثل الحد الأدنى من الردع إحدى طرق حل المعضلة الأمنية وتجنب سباق التسلح غالبا ما يشعر صانعو القرار بأنهم مضطرون لتوسيع ترساناتهم عندما يرون أنها معرضة لضربة الخصم الأولى خاصة عندما يسعى كلا الطرفين لتحقيق الميزة.
أحد عوائق الحد الأدنى من الردع هو أنه يتطلب فهم دقيق لمستوى الضرر الذي يراه الخصم الغير المقبول خاصة إذا كان هذا الفهم يتغير بمرور الوقت ويجب أن تمثل إستراتيجية الحد الأدنى من الردع قوة النيران النووية «المفقودة» أو «المحايدة» خلال ضرب الخصم بالإضافة إلى إن قدرة الحد الأدنى من الردع قد تشجع الدولة عندما تواجه قوة نووية متفوقة كما لوحظ في العلاقة بين الصين والولايات المتحدة.